# Norwegische Fußballnationalmannschaft (U-17-Juniorinnen)
Die norwegische U-17-Fußballnationalmannschaft der Frauen repräsentiert Norwegen im internationalen Frauenfußball. Die Nationalmannschaft untersteht dem Norges Fotballforbund und wird seit 2018 von Elise Brotangen trainiert.
Die Mannschaft wurde 1998 gegründet und absolvierte bis 2007 ausschließlich Freundschaftsspiele bei Turnieren wie dem Nordic Cup, bei dem sie mit zwei zweiten Plätzen (1998 und 2005) ihre besten Ergebnisse erreichte. Seit 2007 tritt das Team bei der Qualifikation zur U-17-Europameisterschaft und (theoretisch) auch bei der U-17-Weltmeisterschaft für Norwegen an, konnte sich bislang aber noch nie für eine WM-Endrunde qualifizieren. Den bisher größten Erfolg feierte die norwegische U-17-Auswahl mit dem Einzug ins Halbfinale der Europameisterschaft 2017 sowie zwei vierten Plätzen 2009 und 2016.

## Turnierbilanz

### Weltmeisterschaft
| Jahr   | Gastgeber           | Platzierung        |
| ------ | ------------------- | ------------------ |
| 2008   | Neuseeland          | nicht qualifiziert |
| 2010   | Trinidad und Tobago | nicht qualifiziert |
| 2012   | Aserbaidschan       | nicht qualifiziert |
| 2014   | Costa Rica          | nicht qualifiziert |
| 2016   | Jordanien           | nicht qualifiziert |
| 2018   | Uruguay             | nicht qualifiziert |
| 2021 1 | Indien 1            | – 1                |
| 2022   | Indien              | nicht qualifiziert |

### Europameisterschaft
| Jahr   | Gastgeber               | Platzierung                                  |
| ------ | ----------------------- | -------------------------------------------- |
| 2008   | Schweiz                 | 2. Qualifikationsrunde                       |
| 2009   | Schweiz                 | Halbfinale                                   |
| 2010   | Schweiz                 | 2. Qualifikationsrunde                       |
| 2011   | Schweiz                 | 1. Qualifikationsrunde                       |
| 2012   | Schweiz                 | 2. Qualifikationsrunde                       |
| 2013   | Schweiz                 | 2. Qualifikationsrunde                       |
| 2014   | England                 | 2. Qualifikationsrunde                       |
| 2015   | Island                  | Gruppenphase                                 |
| 2016   | Belarus                 | Halbfinale                                   |
| 2017   | Tschechien              | Halbfinale                                   |
| 2018   | Litauen                 | 2. Qualifikationsrunde                       |
| 2019   | Bulgarien               | 2. Qualifikationsrunde                       |
| 2020 2 | Schweden 2              | – 2                                          |
| 2021 2 | Färöer 2                | – 2                                          |
| 2022   | Bosnien und Herzegowina | Gruppenphase                                 |
| 2023   | Estland                 | Liga A (nicht qualifiziert für die Endrunde) |

### Nordic Cup
| Jahr | Gastgeber   | Platzierung |
| ---- | ----------- | ----------- |
| 1998 | Dänemark    | 2. Platz    |
| 1999 | Niederlande | 8. Platz    |
| 2000 | Finnland    | 4. Platz    |
| 2001 | Norwegen    | 5. Platz    |
| 2002 | Island      | 7. Platz    |
| 2003 | Schweden    | 3. Platz    |
| 2004 | Dänemark    | 5. Platz    |
| 2005 | Norwegen    | 2. Platz    |
| 2006 | Finnland    | 4. Platz    |
| 2007 | Norwegen    | 4. Platz    |

## Rekordspielerinnen

### Rekordspielerinnen
| Einsätze | Name                     | Zeitraum  |
| -------- | ------------------------ | --------- |
| 24       | Frida Leonhardsen Maanum | 2014–2016 |
| 20       | Wild Gullhaug Birkeli    | 2016–2017 |
| 19       | Emilie Nautnes           | 2014–2016 |
| 19       | Julie Skjeflo Adserø     | 2006–2008 |
| 18       | Cathrine Høegh Dekkerhus | 2007–2009 |
| 17       | Silje Bjørneboe          | 2016–2017 |
| 17       | Andrea Norheim           | 2015–2016 |
| 17       | Ina Helen Levorsen Skaug | 2007–2009 |
| 17       | Nina Rimmer Stiles       | 2004–2006 |
| 16       | Siw Dövle                | 2013–2015 |
| 16       | Kristine Minde           | 2007–2008 |
| 16       | Eirin Kleppa Undheim     | 2007–2008 |
| 16       | Hege Hansen              | 2005–2007 |

(Stand: 4. September 2022)

### Rekordtorschützinnen
| Tore | Name                         | Einsätze | Zeitraum  |
| ---- | ---------------------------- | -------- | --------- |
| 8    | Signe Gaupset                | 8        | 2022      |
| 7    | Sophie Román Haug            | 9        | 2016      |
| 7    | Jenny Kristine Røsholm Olsen | 11       | 2017      |
| 7    | Elise Isolde Stenevik        | 12       | 2016      |
| 6    | Hanne Ruud Reksten           | 11       | 2002–2003 |
| 6    | Hege Hansen                  | 16       | 2005–2007 |
| 6    | Emilie Nautnes               | 19       | 2014–2016 |
| 6    | Julie Skjeflo Adserø         | 19       | 2006–2008 |

(Stand: 4. September 2022)